# Julio Fernández (historietista)
Julio Fernández López (Logroño, 1926 - Barcelona, 1988) fue un director editorial y guionista de historietas español, que, además de firmar con su nombre o abreviaturas del mismo, figuró sobre todo en los créditos como Carlos Mendizábal, pero también como Alan Barry (policíacos y sentimentales), Julius (relatos humorísticos), Kayruzán (infantil), Hondo Layne (western) y Héctor Valdés, de tal forma que Armando Matías Guiu pudo decir de él que "vive detrás de sus voluminosos bigotes, protegido por sus pseudónimos".

## Biografía
Julio Fernández nació en Logroño, aunque muy pronto se trasladó a Zaragoza, donde estudia en el colegio de los Padres Escolapios, juega al rugby y llega a ser miembro del equipo local de hockey sobre patines. En dos años consecutivos fue campeón regional de boxeo de los pesos gallo y pluma. También entrenó a un equipo femenino de baloncesto en Burgos.
Luego de viajar a Francia, se estableció en Barcelona, donde conoce a Carlos Conti. Éste lo contrata como ayudante durante varios meses antes de recomendarlo para el puesto de dirección artística en la Hispano Americana de Ediciones, a las órdenes de Juan Ernesto Vinardell ("Ardel").
En 1952, recién casado, ingresa en Editorial Bruguera, donde ejerció de rotulista, compaginador, redactor y director de varias revistas. Como guionista profesional, sus primeros trabajos fueron para tebeos románticos como "Sissi", pero pronto escribiría también para novelas gráficas de tema policíaco y tebeos de humor.

## Estilo
Armando Matías Guiu escribió de él que sus guiones

suelen ser ajustados, tanto de situación como de diálogo. Los "serios" van llegando a la situación "in crescendo", ganando suspense si son policíacos, y emotividad, sin son sentimentales, hasta el desenlace. En sus guiones de humor trabaja el personaje, le da una psicología, una personalidad, unas motivaciones y reacciones. Un buen ejemplo de ello son Maff y Osso".